# Ильинское (Большесельский район)
В Ярославской области ещё 21 населённый пункт с таким названием.
Ильинское — деревня в Благовещенском сельском поселении Большесельского района Ярославской области.
Село Ильинское указано на плане Генерального межевания Рыбинского уезда 1798 года, но не на своем настоящем месте, а тпм, где сейчас Елохово. На том месте, где сейчас Ильинское на плане показана деревня Косарева.

## Население
| 1859 | 1914 | 2002 | 2007 | 2010 |
| ---- | ---- | ---- | ---- | ---- |
| 94   | ↗118 | ↘15  | ↘8   | ↘7   |

По данным статистического сборника «Сельские населенные пункты Ярославской области на 1 января 2007 года», в деревне Ильинское проживает 8 человек. По топокарте на 1981 год в деревне проживало 0,02 тыс. человек.

## География
Деревня расположена на севере района, вблизи границы с Рыбинским районом, на левом берегу реки Черёмухи. Это предпоследняя деревня Большесельского района вниз по левому берегу реки, последняя деревня Головинское практически примыкает к Ильинскому с северо-востока. На расстоянии 2 км к северу, вниз по течению на левом берегу стоит деревня Сельцо-Воскресенское, которая находится уже в Рыбинском районе. К юго-востоку от Ильнского на небольшом расстоянии находится село Елохово. Эти три поселения расположены на внешней стороне излучины Черёмухи, а на противоположном берегу внутри излучины стоит деревня Демидово.  Все четыре поселения расположены на одном окружённом лесами поле, на котором есть ещё деревня Басалаево, стоящая в стороне от реки на расстоянии 1 км к юго-западу от Ильинского. К западу от этого поля за небольшим заболоченным лесом начинается обширное болото Великий Мох, в котором при Советской власти велась интенсивная добыча торфа. На восток от Ильинского за рекой располагается лесной массив шириной около 6 км, за которым находятся деревни Рыбинского района, стоящие вдоль дороги из Рыбинска на Александрову Пустынь.

## Памятники старины
В деревне находятся две старинные церкви: Владимирской иконы Богородицы и Успения Богородицы, которые иногда относят к соседнему селу Елохово.
Церковь Владимирской иконы Богородицы построена на схеме восьмерик на четверике, имеет колокольню с шатровым верхом. Сохранилось декоративное обрамление окон. Алтарь пятигранный. Построена в 1785 году.
Успенская церковь зимняя, имеет приделы в честь Святого Николая и пророка Ильи, что, очевидно, связано с названием деревни. Построена в 1755 году. Пятиглавая церковь с четырёхскатной кровлей, барабаны глухие. Окна в два яруса. В руинах паперти остатки колоннады классического типа. Сохранились росписи стен и сводов.